# PKZ 2
Il Petróczy-Kármán-Zurovec PKZ 2 era un elicottero sperimentale austro-ungarico progettato dal tenente Wilhelm Zurovec su idea del maggiore Stephan Petróczy che nelle intenzioni avrebbe dovuto sostituire i vulnerabili ed ingombranti palloni frenati utilizzati per l'osservazione nel corso della prima guerra mondiale. Come questi era vincolato a terra da funi e non era in grado di muoversi autonomamente.
Si trattava senza dubbio di un progetto avanzatissimo per l'epoca, ma troppo in anticipo sui tempi per cui l'insufficienza dei materiali a disposizione portò alla fine ad un risultato fallimentare.

## Descrizione tecnica
Era costituito da una semplice struttura triangolare in tubi d'acciaio recante all'interno tre motori rotativi Gnome, presto sostituiti da più potenti Le Rhône 9, ognuno con un proprio serbatoio di carburante, che spingevano due eliche controrotanti orizzontali in legno del diametro di 6 metri, simili a quelle in uso nei velivoli del tempo. Inferiormente dei palloni gonfiati da una pompa connessa ai motori facevano da ammortizzatori per l'atterraggio, mentre sopra le eliche venne poi montata una struttura cilindrica in legno per l'osservatore, che avrebbe dovuto in seguito essere dotata di un telefono, una fotocamera, una mitragliatrice per la difesa e di un grosso paracadute in grado di mettere in salvo l'intero aeromobile.

## Sviluppo
Petróczy era ben conscio dei difetti dei palloni frenati allora in uso e ritenne che un oggetto più pesante dell'aria avrebbe potuto superarli, per cui con il già famoso ingegnere Theodore von Kármán e l'ingegnere militare Zurovec, con cui aveva collaborato in passato, intraprese la progettazione e la costruzione di un elicottero ad uso militare, mentre il Ministero della guerra dell'Impero austro-ungarico emanava un'apposita richiesta con specifiche tecniche sin troppo ottimistiche. Il primo prototipo costruito, dopo precedenti tentativi rimasti sulla carta e modelli in scala, fu denominato PKZ, poi noto come PKZ 1 per distinguerlo dal successore, dotato di quattro eliche orizzontali disposte in fila ai due lati dell'abitacolo e ruotanti alternativamente in senso contrario per eliminare la coppia di reazione, tutte mosse dallo stesso grosso motore elettrico alimentato tramite il cavo di vincolo a terra. L'elicottero riuscì a sollevarsi da terra diverse volte dentro un hangar, portando con sé i quattro uomini che lo trattenevano, prima che il motore si bruciasse irrimediabilmente.
Insoddisfatto del risultato, Petróczy richiese di cambiare la configurazione dell'aeromobile e questo portò al PKZ 2, anche per il quale inizialmente si pensò ad un unico potente motore elettrico che avrebbe dovuto essere fornito dalla Daimler. Dalla sigla sembrerebbe che abbia partecipato al progetto anche Kármán, anche se non è noto a quale titolo, in quanto l'elicottero stesso e tutte le sue parti principali vennero all'epoca brevettati ma brevetti e disegni sono tutti a nome di Zurovec, che si occupò anche della costruzione e di tutti i voli di collaudo. Anche l'ingegnoso sistema di funi di vincolo, ideato per rendere il più possibile stabile la posizione dell'elicottero in volo, porta la firma di Zurovec.

## Storia

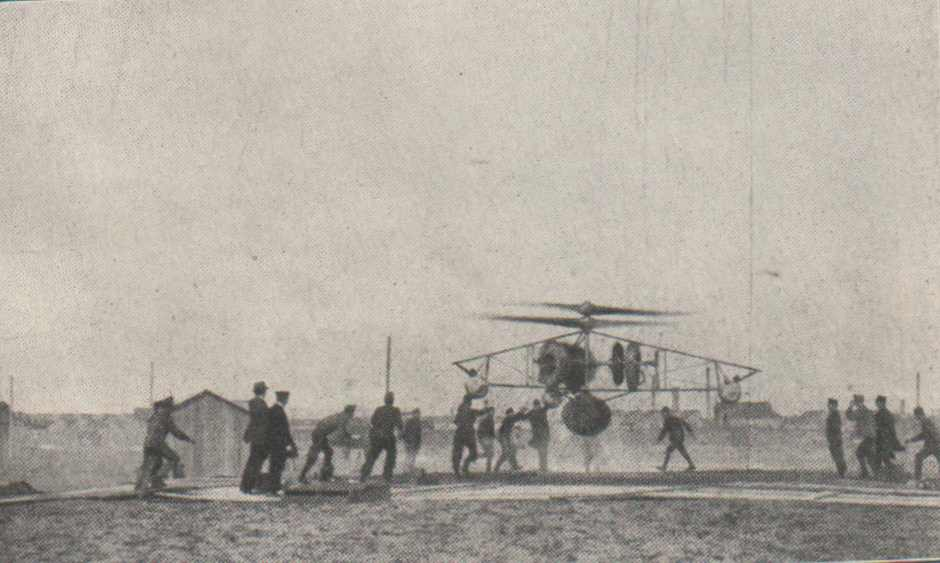
Uno dei primi voli del PKZ 2 ancora con i motori Gnome

La costruzione cominciò a fine 1917. L'elicottero compì il primo volo il 2 aprile 1918 vicino a Budapest, nei pressi della fonderia dove era stata allestita l'officina di costruzione, e durante gli oltre trenta voli successivi raggiunse un'altezza massima di una cinquantina di metri, ben lontana dai 500 richiesti, restando in volo anche per un'ora. Il 10 giugno 1918, di fronte ad una commissione esaminatrice composta da autorità militari, l'aeromobile precipitò probabilmente per un guasto meccanico danneggiandosi seriamente. La commissione decise per la non continuazione del progetto, che venne quindi sospeso. Zurovec progettò una versione migliorata ed alleggerita dell'elicottero dotata anche di più efficienti eliche metalliche che non ebbe alcun seguito.
Sembra che nessuno effettivamente abbia mai volato sull'elicottero.